# 카타니아
카타니아(이탈리아어: Catania)는 이탈리아 남부 시칠리아주에 있는 도시로 카타니아현의 현청 소재지이다. 인구는 2015년 기준으로 315,601명이다. 시칠리아섬 동남부, 에트나 산 기슭에 위치하며, 이오니아해에 면하는 유서깊은 항구도시이다.
시의 역사는 기원전 8세기에 시작되며, 중세 시대에 문화의 중심지로 번영하였다. 1434년 설립된 카타니아 대학교는 시칠리아에서 가장 오래된 대학교이다. 지진과 화산 분출의 피해를 입었으나 계속 재건되었다. 로마 제국 시대에 순교한 성녀 아가타는 이곳 출신이다. 아가타는 카타니아의 수호 성인으로 추앙받고 있다. 18세기 양식의 화려한 건물이 많으며, 당시 건립된 대성당에는 성 아가타의 유물이 있다. 이 곳의 바로크 양식 건축물은 유네스코 지정 세계 문화유산으로 등록되어 있다. 시칠리아섬 남부의 중심이지며, 주에서 팔레르모 다음으로 큰 도시로, 최근에는 공업도시로 발전하고 있으며, 지하철도 건설되어 있다.

## 인구
| 연도          | 인구    | ±%     |
| ------------- | ------- | ------ |
| 1861          | 70,608  | —      |
| 1871          | 83,680  | +18.5% |
| 1881          | 101,135 | +20.9% |
| 1901          | 147,700 | +46.0% |
| 1911          | 207,848 | +40.7% |
| 1921          | 252,840 | +21.6% |
| 1931          | 225,169 | −10.9% |
| 1936          | 244,972 | +8.8%  |
| 1951          | 299,629 | +22.3% |
| 1961          | 363,928 | +21.5% |
| 1971          | 400,048 | +9.9%  |
| 1981          | 380,328 | −4.9%  |
| 1991          | 333,075 | −12.4% |
| 2001          | 313,110 | −6.0%  |
| 2011          | 293,902 | −6.1%  |
| 2021          | 301,104 | +2.5%  |
| Source: ISTAT |         |        |

## 지리
카타니아현 동부의 코무네이다. 카타니아의 도시는 시라쿠사에서 북북서로 51km, 엔나에서 동쪽으로 72km, 메시나에서 남으로 87km 주도인 팔레르모에서 동으로 166km 거리에 위치해 있다. 도시의 북쪽에는 활화산 에트나 산이 우뚝 솟아 있다. 에트나 산 정상은 카타니아에서 북북서 28km에 위치해 있다.

### 기후
| 카타니아의 기후                                                    | 카타니아의 기후 | 카타니아의 기후 | 카타니아의 기후 | 카타니아의 기후 | 카타니아의 기후 | 카타니아의 기후 | 카타니아의 기후 | 카타니아의 기후 | 카타니아의 기후 | 카타니아의 기후 | 카타니아의 기후 | 카타니아의 기후 | 카타니아의 기후 |
| 월                                                                 | 1월             | 2월             | 3월             | 4월             | 5월             | 6월             | 7월             | 8월             | 9월             | 10월            | 11월            | 12월            | 연간            |
| ------------------------------------------------------------------ | --------------- | --------------- | --------------- | --------------- | --------------- | --------------- | --------------- | --------------- | --------------- | --------------- | --------------- | --------------- | --------------- |
| 역대 최고 기온 °C (°F)                                             | 25.2 (77.4)     | 26.0 (78.8)     | 34.4 (93.9)     | 34.4 (93.9)     | 38.4 (101.1)    | 44.2 (111.6)    | 46.7 (116.1)    | 45.0 (113.0)    | 41.0 (105.8)    | 38.0 (100.4)    | 30.6 (87.1)     | 27.2 (81.0)     | 46.7 (116.1)    |
| 일평균 최고 기온 °C (°F)                                           | 15.9 (60.6)     | 16.2 (61.2)     | 18.6 (65.5)     | 21.4 (70.5)     | 26.1 (79.0)     | 31.0 (87.8)     | 34.1 (93.4)     | 34.5 (94.1)     | 30.5 (86.9)     | 25.8 (78.4)     | 21.0 (69.8)     | 17.0 (62.6)     | 24.3 (75.7)     |
| 일일 평균 기온 °C (°F)                                             | 10.2 (50.4)     | 10.3 (50.5)     | 12.4 (54.3)     | 14.9 (58.8)     | 19.2 (66.6)     | 23.8 (74.8)     | 26.7 (80.1)     | 27.3 (81.1)     | 24.1 (75.4)     | 20.0 (68.0)     | 15.4 (59.7)     | 11.6 (52.9)     | 18.1 (64.6)     |
| 일평균 최저 기온 °C (°F)                                           | 4.8 (40.6)      | 4.8 (40.6)      | 6.4 (43.5)      | 8.6 (47.5)      | 12.3 (54.1)     | 16.6 (61.9)     | 19.4 (66.9)     | 20.3 (68.5)     | 18.2 (64.8)     | 14.6 (58.3)     | 10.0 (50.0)     | 6.5 (43.7)      | 11.9 (53.4)     |
| 역대 최저 기온 °C (°F)                                             | −5.0 (23.0)     | −5.6 (21.9)     | −3.2 (26.2)     | 0.0 (32.0)      | 3.0 (37.4)      | 8.4 (47.1)      | 11.6 (52.9)     | 13.8 (56.8)     | 10.0 (50.0)     | 4.0 (39.2)      | −1.1 (30.0)     | −2.2 (28.0)     | −5.6 (21.9)     |
| 평균 강수량 mm (인치)                                              | 64.1 (2.52)     | 46.1 (1.81)     | 42.6 (1.68)     | 29.9 (1.18)     | 17.9 (0.70)     | 11.0 (0.43)     | 7.8 (0.31)      | 9.8 (0.39)      | 50.5 (1.99)     | 59.4 (2.34)     | 66.2 (2.61)     | 78.5 (3.09)     | 483.8 (19.05)   |
| 평균 강수일수 (≥ 1 mm)                                             | 6.27            | 5.66            | 5.55            | 4.73            | 2.60            | 1.40            | 0.66            | 1.53            | 4.57            | 5.20            | 6.20            | 7.77            | 52.14           |
| 평균 상대 습도 (%)                                                 | 75.2            | 72.3            | 71.4            | 70.4            | 67.2            | 64.6            | 63.1            | 64.2            | 69.4            | 73.8            | 76.1            | 76.4            | 70.3            |
| 평균 월간 일조시간                                                 | 172.1           | 183.4           | 235.3           | 266.1           | 318.4           | 381.6           | 368.9           | 359.9           | 278.1           | 211.7           | 172.2           | 182.3           | 3,129.9         |
| 출처 1: 미국 해양대기청 (평년값: 1991년~2020년, 극값: 1960년~현재) |                 |                 |                 |                 |                 |                 |                 |                 |                 |                 |                 |                 |                 |
| 출처 2: Temperature estreme in Toscana                             |                 |                 |                 |                 |                 |                 |                 |                 |                 |                 |                 |                 |                 |

## 역사
기원전 8세기경 고대 그리스의 식민 도시 카타네(고대 그리스어: Κατάνη Katánē[*])로 건설되었다. 제1차 포에니 전쟁 중인 기원전 263년에 로마인에 의해 점령되었고, 또한 11세기 후반에는 노르만족의 약탈 피해를 입었다.
1169년과 1693년에는 에트나 산의 분화로 나온 용암과 그에 따른 지진으로 큰 피해를 입었다.
1434년 시칠리아섬에서 최초의 대학이 카타니아에 설립되었다.
제2차 세계 대전 때는 폭격으로 큰 피해를 입었다.

## 인물
- 카타니아의 아가타 - 3세기에 살았다고 전해지는 기독교 순교자. 카타니아의 수호 성인이다.
- 빈첸초 벨리니 - 19세기의 작곡가
- 에토레 마요라나 - 20세기 전반의 물리학자
- 알도 클레멘티 - 20-21세기의 현대 음악 작곡가
- 안젤로 다리고 - 20-21세기의 비행가, 탐험가

## 자매 도시
- 피닉스, 미국[4]
- 그르노블, 프랑스, 1961년 이후[5]
- 오타와, 온타리오, 캐나다
- 오시비엥침, 폴란드, 2010년 이후